# Herb gminy Siepraw
Herb gminy Siepraw – symbol gminy Siepraw, ustanowiony 18 kwietnia 2008.

## Wygląd i symbolika
Herb przedstawia na tarczy w polu błękitnym złote słońce o ludzkiej twarzy, a pod nim trzy czarne trąby myśliwskie ze złotymi nawiązaniami między dwiema srebrnymi liliami o łodydze i liściach złotych. Słońce nawiązuje do historycznej pieczęci Sieprawa oraz Jezusa Chrystusa, trąby do rodu Jordanów herbu Trąby, a lilie do postaci bł. Anieli Salawy.  